# Chiesa libera evangelica italiana
La Chiesa evangelica libera italiana (o "Chiesa cristiana libera", o semplicemente "Chiesa libera"), è una denominazione cristiana evangelica italiana.
In passato, è stato un tentativo ottocentesco di creare una chiesa protestante interamente italiana sulla scia ideale del Risorgimento politico su istanze prevalentemente anticlericali e garibaldine. Fra i suoi promotori principali vi era l'ex sacerdote cattolico barnabita Alessandro Gavazzi (1809-1889) e venne costituita nel 1850 a Londra fra esuli italiani.

## Storia

### Le origini e lo scioglimento
La costituzione della Chiesa libera in Italia avviene a Genova nel 1852. L'idea è quella di unire tutti i protestanti italiani in un'unica chiesa evangelica italiana. L'approccio alla Chiesa valdese, però, fallisce per divergenze di natura ecclesiologica e politica. A differenza dalla Chiesa valdese, infatti, essi ritenevano che la santa cena non dovesse essere presieduta da un pastore (consacrato), come l'unico che avesse il diritto di farlo, ma dovesse essere libera per tutti i fratelli. Le divergenze di natura politica essenzialmente vertevano sul fatto che i primi fossero essenzialmente liberali e democratici, mentre i Valdesi vedevano di buon occhio il governo del conte di Cavour e la monarchia dei Savoia. Nel 1854 così avviene una rottura definitiva con i valdesi. Nello stesso anno è fondata la Chiesa evangelica cristiana alla quale aderiscono Luigi Desanctis e Bonaventura Mazzarella.
Gli esponenti della Chiesa libera, però, si dividono pure fra di loro fra "politicizzati" e "spirituali" che li porterà ad una spaccatura definitiva a Milano il 22 giugno 1870 in occasione dell'auspicata fondazione della Chiesa cristiana libera in Italia (alla quale aderiscono 23 comunità delle 60 esistenti che si ricollegava al movimento originario). I primi, ispirati da Alessandro Gavazzi, Francesco Lagomarsino e altri propendevano per un modo di essere chiesa più simile al presbiterianesimo riformato, gli altri che formeranno poi la Chiesa dei Fratelli ispirati alle idee del conte Piero Guicciardini e quelle di Teodorico Pietrocola Rossetti, formano il raggruppamento Chiese cristiane libere.
Diverso fra i due gruppi era il modo di intendere l'impegno civile e politico che per il Rossetti ed il Guicciardini dovevano passare in seconda linea rispetto alla predicazione del Vangelo, ma non così per il Gavazzi e gli altri. Vi era poi un diverso modo di intendere l'organizzazione della chiesa, che secondo Guicciardini doveva rimanere di tipo congregazionalista, mentre il Gavazzi e gli altri miravano, appunto, ad un sistema di tipo presbiteriano, quello seguito dai valdesi. In terzo luogo era anche in discussione se avere un credo, una confessione di fede, oppure se il credo dovesse soltanto la Bibbia, come affermavano Rossetti e Guicciardini.
A sostegno della linea del Gavazzi interviene un'organizzazione interdenominazionale americana, l'AFCU che manda in Italia un suo rappresentante, William Clark. Il Clark, che non condivide il radicalismo del Rossetti e del Guicciardini, fonda a Milano una scuola per evangelisti l'intenzione della quale era quella di formare dei predicatori italiani sulla linea del Gavazzi. Questo intervento era soprattutto teso a qualificare seriamente i pastori a livello teologico, cosa avversata dagli "spirituali" che tendevano al biblicismo e vedevano di mal occhio la formazione di una "casta sacerdotale" che si ponesse al di sopra dei "semplici credenti". Altra cosa che gli "spirituali" avversavano era la centralizzazione della direzione della chiesa. Gli "americani" incoraggiano così un "Comitato centrale di Evangelizzazione", formato da sette membri, di cui tre sono stranieri: il pastore Mc Dougall e gli americani William Clark e Abraham Rynier Van Nest (1823-1892).
Nel 1872 il Gavazzi fa un viaggio negli USA per raccogliere fondi per la sua chiesa e nel 1878 riesce a coinvolgere temporaneamente nel suo movimento il patriota, politico e letterato Bonaventura Mazzarella (1818-1882), che però più tardi passerà ai guicciardiniani.
La Chiesa libera però, non sopravvive molto al suo fondatore, morto nel 1889. Per un po' viene guidata dal massone Saverio Fera. Nel 1904 la chiesa libera confluisce ufficialmente nella Chiesa metodista italiana. Diversi suoi membri sono pure assorbiti dai battisti e da altri raggruppamenti evangelici.
Nello stesso anno, però, il pastore Vincenzo Notarbartolo, insieme al Duca Francesco Saverio Di Silvestri-Falconieri, riorganizza la “ Chiesa Evangelica Italiana” con le comunità che non avevano aderito ai due rami del metodismo. Si pubblica la rivista “La Vedetta Cristiana”, diretta da Luigi Maria Galassi, ex pastore battista ed ex pastore libero. Nel 1919 viene assunto il Colportore Angelo Deodato di Enna che fonda una chiesa a Piombino. Nel 1929 il Notarbartolo scioglie questa organizzazione e la riorganizza con la denominazione “Chiesa Nazionale d’Italia Protestante Presbiteriana” e il suo organo di stampa è “La Riforma Italiana”. Fino al 1931 vi sono comunità a Palermo, Livorno, Bologna e Roma, mentre la comunità di Piombino passa alla Chiesa Valdese e la comunità di Marina di Carrara alla Chiesa Wesleyana nel 1929.  A oggi, esistono piccole comunità domestiche che stanno emergendo e consolidandosi come un vero e proprio ente ecclesiastico.
“Le Chiese cristiane libere” conservano questo nome per un certo tempo; nel 1880 aggiungono il termine “dei fratelli”. Successivamente perdono l'aggettivo “libere” e diventano: “Chiesa cristiana evangelica dei fratelli” e come tali sono conosciute a tutt'oggi. Ci sono stati tentativi, nella prima metà del XX secolo, di far rivivere le Chiese Libere ma con poca fortuna.

### La comunione delle chiese libere
Tra il 1965 e il 1969, il professor Domenico Maselli pensa che sia venuto il momento di far rivivere le Chiese Libere ottocentesche e tenta di raggruppare formazioni di diverso tipo.
Queste ultime aderiranno poi comunque alla Federazione delle Chiese evangeliche in Italia definendo sé stesse come "comunione di Chiese libere in Italia" . Questa comunione nasce dopo un convegno avvenuto a Napoli il 20-21 settembre del 1969. Fu sottoscritto il documento che delineava le linee fondamentali. Esse sono fondamentalmente: la fedeltà alla Scrittura, l'evangelizzazione, la necessità della conversione. Si ribadisce che emanazione di alcuna organizzazione denominazionale.